# Reclams Kunstführer
Reclams Kunstführer nannte sich eine zwischen 1958 und 1994 im Stuttgarter Reclam-Verlag erschienene Buchreihe.

## Allgemeines
Im Gegensatz zu dem von Georg Dehio begründeten Handbuch der Deutschen Kunstdenkmäler, das noch heute vom Deutschen Kunstverlag fortgeführt wird, richtete sich Reclams Kunstführer an ein „breiteres, kunstinteressiertes Publikum.“ Die Reihe erfreute sich zeitweise recht großer Beliebtheit, so dass etliche Bände in mehreren (bis zu 9), immer wieder erweiterten und bearbeiteten Auflagen erschienen.
Anders als das bereits erwähnte Handbuch der Deutschen Kunstdenkmäler verzeichneten die Kunstführer des Reclam-Verlages auch etliche zeitgenössische Bauwerke sowie die wichtigsten Museen und Sammlungen mit einer Auswahl ihrer Exponate. Zudem enthielten die Bücher neben einigen Grundrissen auch eine ganze Reihe von Schwarzweiß-Abbildungen. Das handliche Format entsprach den Ausgaben von Reclams Universalbibliothek, der die Kunstführer zugerechnet wurden. Dementsprechend waren sie mit einer Nummer versehen.

## Bände über Deutschland
Als erster Band von Reclams Kunstführer erschien 1957 eine Ausgabe über das Bundesland Bayern. Noch im selben Jahr folgte Baden-Württemberg mit der Pfalz und dem Saarland, 1959 die Rheinlande und Westfalen und schließlich 1960 als Band 4 Niedersachsen mit den Hansestädten Bremen und Hamburg. Damit waren die westdeutschen Bundesländer abgedeckt. Später kam es zu einer immer weiteren Unterteilung der Bände. So wurde 1967 dem Bundesland Hessen erstmals ein eigener Band gewidmet. Der Band Niedersachsen, Hansestädte, Schleswig-Holstein erschien nun als Band Nr. 5 der Reihe. 1979 schieden dann Rheinland-Pfalz und das Saarland aus dem Baden-Württemberg-Band aus und wurden 1980 ebenfalls mit einer eigenen Ausgabe bedacht. 1983 wurde schließlich der Band des an Baudenkmälern besonders reichen Bundeslandes Bayern geteilt.
Eine Bearbeitung der ostdeutschen Regionen wurde nicht vorgenommen. Lediglich der 1977 erstmals herausgegebene Band über Berlin bezog mit dem Ostteil der Stadt auch einen Teil des Staatsgebiets der DDR mit ein.

## Andere europäische Länder
Mit zwei Bänden über Österreich übersprang Reclams Kunstführer 1961 erstmals die deutschen Grenzen. In der Folgezeit erschienen weitere Bände über mehrere europäische Nachbarstaaten, so für Italien (ab 1962), Frankreich (ab 1965), die Schweiz und Liechtenstein (ab 1966), die Türkei (1976), Dänemark (1978), Schweden, Finnland (beide 1985) und Spanien (ab 1986). Besonders die ausländischen Bände erfreuten sich auch bei Fachleuten großer Wertschätzung, denn „als Ersatz für fehlende Handbücher vom Dehio-Typ hatten Reclams Kunstführer für die nicht deutschsprachigen Länder eine nicht zu ersetzende Funktion, die auch von Kunsthistorikern in den betroffenen Ländern anerkannt wurde.“

## Neues Layout
Gegen Ende der 1970er Jahre änderte sich das Erscheinungsbild der Reihe erheblich. An die Stelle des Leineneinbandes trat nun ein Kunststoffüberzug und der Schutzumschlag wurde in Orange und Blau abgesetzt. Später verzichtete man sogar völlig auf den Schutzumschlag und die Bände wurden mit einem Kunststoffeinband in Orange und Blau versehen. Anfang der 1990er Jahre ging man schließlich dazu über, einige Titel in einem deutlich größeren Format herauszubringen. In diesem Format erschienen die Bände Berlin (1991), und Florenz. Zu einer kompletten Überarbeitung der Reihe kam es jedoch nicht mehr. Mit der Neuauflage des Rom-Bandes (1994) wurde die Kunstführer-Reihe schließlich komplett eingestellt, vermutlich weil die Verkaufszahlen weit unter den Erwartungen lagen.

## Bände

### Deutschland
- I: Bayern bearbeitet von Alexander Freiherr von Reitzenstein und Herbert Brunner (1957, 3. Auflage 1959, 5. Auflage 1964, 6. Auflage 1966)
- II: Baden-Württemberg, Pfalz, Saarland von Herbert Brunner (1957, 2. Auflage 1958, 3. Auflage 1960, 4. Auflage 1962)
- III: Rheinlande und Westfalen von Anton Henze (1959, 2. Auflage 1961, 3. Auflage 1964)
- IV: Niedersachsen, Hansestädte, Schleswig-Holstein, Hessen von Heinz R. Rosemann und Oskar Karpa (1960, 2. Auflage 1962)

Aufteilung ab 1967:
- I: Bayern (7. Auflage 1970, 8. Auflage 1974)
- II: Baden-Württemberg, Rheinland-Pfalz, Saarland von Herbert Brunner (5. Auflage 1967, 6. Auflage 1971)
- III: Rheinlande und Westfalen von Anton Henze (4. Auflage 1969, 5. Auflage 1975)
- IV: Hessen von Dieter Großmann (3., neu bearbeitete Auflage 1967, 4. Auflage 1971)
- V: Niedersachsen, Hansestädte, Schleswig-Holstein (3. Auflage 1967, 4. Auflage 1971, 5. Auflage 1976)

Endgültige Aufteilung:
- I,1: Bayern Süd: Oberbayern, Niederbayern, Schwaben von Alexander von Reitzenstein und Herbert Brunner.   (9. Auflage 1983)
- I,2: Bayern Nord: Franken, Oberpfalz. Kunstdenkmäler u. Museen von Alexander von Reitzenstein und Herbert Brunner (9. Auflage 1983)
- II: Baden-Württemberg von Herbert Brunner (7. Auflage 1979, 8. Auflage 1985)
- III: Nordrhein-Westfalen (6. Auflage 1982)
- IV: Hessen von Dieter Großmann (5. Auflage 1978, 6. Auflage 1987)
- V: Niedersachsen, Hansestädte, Schleswig-Holstein (6. Auflage 1984)
- VI: Rheinland-Pfalz, Saarland von Herbert Brunner (7. Auflage 1980, 8. Auflage 1990)
- VII: Berlin von Eva und Helmut Börsch-Supan (1977, 2. Auflage 1977, 3. Auflage 1987, 4. Auflage 1991 in größerem Format)

- 1980 erschien außerhalb der Reihe ein Kunstführer über die Stadt Köln zum 100. Jahrestag der Domvollendung als Band 10299 der Universal-Bibliothek. Grundlage bildete der von Fried Mühlberg für den 1975 erschienenen Band „Rheinlande und Westfalen“ verfasste Artikel über Köln

### Dänemark
- Dänemark. Kunstdenkmäler und Museen von Rudolf Zeitler (1978)

### Finnland
- Finnland. Kunstdenkmäler und Museen von Henrik Lilius und Rudolf Zeitler (1985)

### Frankreich
- I: Paris und Versailles von Christian Beutler (1970, 2. Auflage 1979)
- II: Elsaß. Kunstdenkmäler u. Museen von Florens Deuchler und Jean Wirth  (1980)
- III: Lothringen, Ardennen, Ostchampagne. Kunstdenkmäler und Museen von Peter Volkelt und Horst van Hees (1983)
- IV: Provence, Cote d´Azur, Dauphiné, Rhone Tal von  Hans Fegers (1967, 2. Auflage 1975)
- V: Burgund. Kunstdenkmäler und Museen von Hans Fegers  (1987)

### Italien
- I,1: Lombardei. Kunstdenkmäler und Museen von Heinz Schomann (1981)
- I,2: Piemont, Ligurien, Aosta-Tal. Kunstdenkmäler und Museen von Heinz Schomann  (1982)
- II: Oberitalien von Erich Egg (1965), später in zwei Bände unterteilt:
  - II,1: Venedig, Brenta-Villen, Chioggia, Murano, Torcello. Baudenkmäler u. Museen von Erich Hubala (2. Auflage 1974, 3. Auflage 1985)
  - II,2: Südtirol, Trentino, Venezia Giulia, Friaul, Veneto von Erich Egg (2. Auflage 1974, 3. Auflage 1981)
- III,1: Florenz und Fiesole. Baudenkmäler und Museen von Georg Kauffmann (1962, 2. Aufl. 1969, 3. Auflage 1975, Ausgabe von 1993 im größeren Format)
- III,2: Toskana. Kunstdenkmäler u. Museen von Georg Kauffmann. Unter Mitarbeit von Bernard Andreae (1984)
- IV: Emilia-Romagna, Marken und Umbrien. Baudenkmäler und Museen von Georg Kauffmann (1971, 3. Auflage 1987)
- V: Rom und Latium von Anton Henze (1962, 2. Auflage 1969, 3. Auflage 1974, 4. Auflage 1981; Ausgabe von 1994 als Kunstführer Rom in größerem Format)
- VI: Neapel und Umgebung von Christof Thoenes. Unter Mitarbeit von Thuri Lorenz  (1971, 2. Auflage 1983)

Der Band „Florenz“ erschien 1971 in einer englischen Übersetzung in der Phaidon Press, London.

### Österreich
- I: Wien, Niederösterreich, Oberösterreich, Burgenland. Baudenkmäler bearbeitet von Karl Oettinger [u. a.] (1961, 2. Auflage 1963, 3. Auflage 1968, 4. 1974, 5. Auflage 1981)
- II: Salzburg, Tirol, Vorarlberg, Kärnten, Steiermark. Baudenkmäler von Franz Fuhrmann (1961, 2. Auflage 1962, 3. Auflage 1968, 4. 1974, 5. Auflage 1981)

### Schweden
- Schweden. Kunstdenkmäler und Museen von Rudolf Zeitler (1985)

### Schweiz und Liechtenstein
- Schweiz und Liechtenstein. Kunstdenkmäler und Museen von Florens Deuchler (1966, 2. Auflage 1968, 3. Auflage 1979)

### Spanien
- I: Madrid und Zentralspanien. Kunstdenkmäler und Museen von Gisela Noehles-Doerk  (1986)
- II: Andalusien. Kunstdenkmäler und Museen von Horst van Hees (1992)

### Türkei
- Istanbul, Bursa, Edirne, Iznik. Baudenkmäler und Museen von Marcell Restle  (1976)